# Miss Univers 1959
Miss Univers 1959, est la 8e édition du concours de Miss Univers a lieu le 24 juillet 1959, au Long Beach Municipal Auditorium, à Long Beach, Californie, États-Unis. 
Akiko Kojima, Miss Japon, succède à la colombienne, Luz Marina Zuluaga, Miss Univers 1958. Elle est la première japonaise à remporter le titre de Miss Univers.

## Résultats
| Classement final  | Candidates |
| ----------------- | --- |
| Miss Univers 1959 | - Japon - Akiko Kojima |
| 1re dauphine      | - Norvège - Jorunn Kristjansen |
| 2e dauphine       | - États-Unis - Terry Lynn Huntingdon |
| 3e dauphine       | - Angleterre - Pamela Anne Searle |
| 4e dauphine       | - Brésil - Vera Regina Ribeiro |
| Top 15            | - Allemagne - Carmela Künzel - Belgique - Hélène Savigny - Colombie - Olga Pumarejo Korkor - Corée – Oh Hyun-joo - France - Françoise Saint-Laurent - Grèce - Zoitsa Kouroukli - Islande - Sigridur Þorvaldsdóttir - Israël - Rina Issacov - Pologne - Zuzanna Cembrowska - Suède - Marie Louise Ekström |

## Prix spéciaux
| Prix                                       | Candidates                        |
| ------------------------------------------ | --------------------------------- |
| Miss Amitié                                | - Thaïlande - Sodsai Vanijvadhana |
| Miss Photogénique                          | - Angleterre - Pamela Anne Searle |
| La fille la plus populaire dans une parade | - Corée - Oh Hyun-joo             |

## Candidates
| Pays représentant | Candidate                   | Âge    | Taille |
| ----------------- | --------------------------- | ------ | ------ |
| Allemagne         | Carmela Künzel              | 19 ans | 1,70 m |
| Angleterre        | Pamela Anne Searle          | 21 ans | 1,70 m |
| Argentine         | Liana Cortijo               | 20 ans |        |
| Autriche          | Christine Spatzier          |        |        |
| Belgique          | Hélène Savigny              | 24 ans | 1,67 m |
| Bolivie           | Corina Taborga              | 19 ans |        |
| Birmanie          | Than Than Aye               |        |        |
| Brésil            | Vera Regina Ribeiro         | 19 ans | 1,70 m |
| Canada            | Eileen Butter               | 25 ans |        |
| Corée             | Oh Hyun-joo                 | 19 ans | 1,60 m |
| Colombie          | Olga Pumajero Korkor        | 20 ans | 1,63 m |
| Costa Rica        | Ziane Monturiel             | 20 ans |        |
| Cuba              | Irma Buesa Mas              | 19 ans |        |
| Danemark          | Lisa Stolberg               |        |        |
| Équateur          | Carlota Elena Ayala         | 19 ans |        |
| États-Unis        | Terry Lynn Huntingdon       | 19 ans | 1,70 m |
| France            | Françoise Saint-Laurent     | 18 ans | 1,70 m |
| Grèce             | Zoidsa Kouroukli            | 18 ans | 1,67 m |
| Guatemala         | Rogelia Cruz Martínez       | 19 ans | 1,68 m |
| Hawaï             | Patricia Visser             | 21 ans |        |
| Hollande          | Peggy Erwich                |        |        |
| Islande           | Sigridur Þorvaldsdóttir     | 18 ans | 1,70 m |
| Israël            | Rina Issacov                | 19 ans |        |
| Italie            | Maria Grazia Buccella       | 19 ans | 1,67 m |
| Japon             | Akiko Kojima                | 22 ans | 1,68 m |
| Luxembourg        | Josée Pundel                |        |        |
| Mexique           | Mirna García Dávila         | 18 ans |        |
| Norvège           | Jorunn Kristjansen          | 18 ans | 1,73 m |
| Pérou             | Guadalupe Mariátegui Hawkis | 18 ans |        |
| Pologne           | Zuzanna Cembrzowska         | 19 ans | 1,67 m |
| Suède             | Marie Louise Ekström        | 20 ans | 1,70 m |
| Thaïlande         | Sodsai Vanijvadhana         | 25 ans |        |
| Turquie           | Ecel Olcay                  | 19 ans |        |
| Uruguay           | Claudia Bernat              | 20 ans |        |

## Jury
| Membre                 | Nationalité  | Notes                                                    |
| ---------------------- | ------------ | -------------------------------------------------------- |
| Vincent Trotta         | Américaine   | Directeur artistique de Paramount Studios.               |
| James H. Noguer        | Américaine   | Professeur de langues étrangères au Beach State College. |
| Claude Berr            | Française    | Président de Miss Europe.                                |
| Ghislaine R. de Amador | Équatorienne | Photographe et sculptrice.                               |
| Palmi Ingvarsson       | Islandais    | Critique d'art.                                          |
| Christine Fox          | Américaine   | Chroniqueur du quotidien Los Angeles Times.              |
| Paul Wellmann          | Américaine   | Écrivain.                                                |
| Joseph Ruttenberg      | Américaine   | Directeur de la photographie.                            |
| Maxwell Arnow          | Américaine   | Directeur de casting.                                    |
| Vion Papamichalis      | Grecque      | Journaliste.                                             |

## Observations

### Débuts
- Birmanie
- Bolivie
- Luxembourg

### Retours
Dernière participation en 1954
- Thaïlande.

Dernière participation en 1957
- Autriche ;
- Islande ;
- Turquie.

### Désistements
Les pays qui ont abandonné la compétition
- Alaska
- Australie
- Chili
- Guyane britannique
- Indes occidentales
- Paraguay
- Singapour
- Suriname
- Venezuela

Les pays qui ont choisi les candidates, mais l'État se retire de la compétition
- Nouvelle-Zélande - Arlenne Nesgitt
- Philippines - Christine Matias
- Syrie - Nawal Ramli